# Hillbilly-muziek
De Hillbilly-muziek ontstond in de jaren 1920 toen de countrymuziek commerciëler werd. De muziekstijl werd genoemd naar de analfabete en arme bergbewoners, de hillbillies, die leefden in het Appalachengebergte in Tennessee. De microfoon bestond nog niet, waardoor de zanger zijn liedje zo hard mogelijk inzong in een opnamehoorn, begeleid door vooral de gitaar en de banjo, maar ook de viool en de contrabas.
Deze muziekstijl had geen officiële naam en werd door veel Amerikanen aangehoord met lichte spot. Men probeerde eerst met termen als "Old Time Songs" en "Old Familiar Tunes" deze muziek te duiden, totdat men uitkwam op Hillbilly.
Sommigen gingen zelfs zo ver deze muziek te bestempelen als muziek voor de "poor white trash", de hillbillies. Volgens anderen was dit ten onrechte, want volgens hen waren de muzikanten heel goed en was de muziek zeer populair.
De bekendste artiesten uit die jaren waren de Carter Family. Deze groep legde de basis voor wat later de countrymuziek zou gaan worden. In de jaren 40 maakte de Hillbilly-muziek weer plaats voor de meer up-tempostijl van de Rockabilly-muziek waar Elvis Presley symbool voor staat.